# しののめ信用金庫
しののめ信用金庫（しののめしんようきんこ、英語：Shinonome Shinkin Bank）は、群馬県富岡市に本店を置く、群馬県内最大手の信用金庫である。
2007年（平成19年）11月26日に、かんら信用金庫、多野信用金庫、ぐんま信用金庫が合併して発足した。
なお、シンボルマーク・書体については前身金庫である「かんら信用金庫」のものを継承している。
北関東では第2位の預金量を誇り、県内では第1位である。

## 店舗展開
群馬県南部を中心に、埼玉県北部（本庄市と上里町）に店舗を展開している。

## 沿革
- 1925年（大正14年）6月 - 有限責任富岡信用組合を設立する。
- 1945年（昭和20年）4月 - 富岡信用組合に改組する。
- 1951年（昭和26年）10月 - 信用金庫法に基づき、甘楽郡信用金庫となる。
- 1973年（昭和48年）2月 - 日本銀行との取引を開始。
- 1988年（昭和63年）5月 - 第3次オンラインシステム稼働。
- 1994年（平成6年）4月 - かんら信用金庫と改称。
- 2004年（平成16年）1月 - インターネットバンキング取り扱い開始。
- 2007年（平成19年）11月26日 - 多野信用金庫及びぐんま信用金庫と合併（存続金庫はかんら信用金庫）。「しののめ信用金庫」に改称。
- 2012年（平成24年）11月 - 中小企業経営力強化支援法に基づく「経営革新等支援機関」に認定される。
- 2015年（平成27年）6月 - 創立90周年[2]。
- 2019年（令和元年）11月11日 - Origami及び富岡市と地域経済活性化のための協定締結[3]。
- 2020年（令和2年）3月10日 - 農業融資参入に向け日本政策金融公庫農林水産事業とクレジット・デフォルト・スワップ（CDS）に関する基本契約を締結[4]。